# روبرت جينتي
روبرت جينتي (بالإنجليزية: Robert Ginty)‏ مواليد 14 نوفمبر 1948 في بروكلين، نيويورك، الولايات المتحدة - الوفاة 21 سبتمبر 2009 في لوس أنجلوس، هو ممثل ومخرج ومنتج أمريكي بدأ مسيرته الفنية سنة 1969. امتدت مسيرته الفنية لأكثر من 37 عاما. من أعماله العودة للديار والاتجاه إلى المجد.

## روابط خارجية
- روبرت جينتي على موقع IMDb (الإنجليزية)
- روبرت جينتي على موقع ألو سيني (الفرنسية)
- روبرت جينتي على موقع أول موفي (الإنجليزية)
- روبرت جينتي على موقع قاعدة بيانات برودواي على الإنترنت (الإنجليزية)
- روبرت جينتي على موقع قاعدة بيانات الأفلام السويدية (السويدية)
- روبرت جينتي على موقع إن إن دي بي (الإنجليزية)
- روبرت جينتي على موقع قاعدة بيانات الفيلم (الإنجليزية)
- روبرت جينتي على موقع كينوبويسك (الروسية)